# Jairzinho Rozenstruik
Jairzinho Rozenstruik, född 17 mars 1988 i Paramaribo, Surinam är en surinamesisk MMA-utövare som sedan 2019 tävlar i organisationen Ultimate Fighting Championship.

## Tävlingsfacit

### Kickboxning
| Antal matcher | Vunna matcher | Förlorade matcher |
| ------------- | ------------- | ----------------- |
| Totalt        | 76            | 8                 |
| Via KO        | 64            | 2                 |
| Oavgjorda     | 1             | 1                 |

### Mixed martial arts
| Resultat | Facit | Motståndare       | Metod                     | Evenemang                                        | Datum            | Rond | Tid  | Plats                     | Notering                  |
| -------- | ----- | ----------------- | ------------------------- | ------------------------------------------------ | ---------------- | ---- | ---- | ------------------------- | ------------------------- |
| Vinst    | 1–0   | Evgeni Boldyrev   | KO (punch)                | Draka 7                                          | 26 maj 2012      | 1    | 2:36 | Vladivostok, Ryssland     | Tungviktsdebut.           |
| Vinst    | 2–0   | Evgeni Boldyrev   | KO (slag)                 | Draka 11                                         | 24 november 2012 | 1    | 2:05 | Chabarovsk kraj, Ryssland |                           |
| Vinst    | 3–0   | Engelbert Berbin  | KO (slag)                 | AIF 1                                            | 28 april 2017    | 1    | N/A  | Oranjestad, Aruba         |                           |
| Vinst    | 4–0   | Marvin Aboeli     | TKO (slag)                | Fighting with the Stars: Bloed, Zweet & Tranen 3 | 22 december 2017 | 1    | N/A  | Paramaribo, Surinam       |                           |
| Vinst    | 5–0   | Andrey Kovalev    | Domslut (splittrat)       | Rizin 10                                         | 6 maj 2018       | 3    | 5:00 | Fukuoka, Japan            |                           |
| Vinst    | 6–0   | Robert McCarthy   | KO (slag)                 | Team Yvel: Fearless 3                            | 27 december 2018 | 1    | 0:10 | Paramaribo, Surinam       |                           |
| Vinst    | 7–0   | Júnior Albini     | TKO (huvudspark och slag) | UFC Fight Night: Assunção vs. Moraes 2           | 2 februari 2019  | 2    | 0:54 | Fortaleza, Brasilien      |                           |
| Vinst    | 8–0   | Allen Crowder     | KO (slag)                 | UFC Fight Night: Moicano vs. Korean Zombie       | 22 juni 2019     | 1    | 0:09 | Greenville, SC, USA       | Performance of the Night. |
| Vinst    | 9–0   | Andrej Arloŭski   | KO (slag)                 | UFC 244                                          | 2 november 2019  | 1    | 0:29 | New York, NY, USA         |                           |
| Vinst    | 10–0  | Alistair Overeem  | KO (slag)                 | UFC on ESPN: Overeem vs. Rozenstruik             | 7 december 2019  | 5    | 4:56 | Washington, D.C., USA     |                           |
| Förlust  | 10–1  | Francis Ngannou   | KO (slag)                 | UFC 249                                          | 9 maj 2020       | 1    | 0:20 | Jacksonville, FL, USA     |                           |
| Vinst    | 11–1  | Junior dos Santos | TKO (slag)                | UFC 252                                          | 15 augusti 2020  | 2    | 3:47 | Las Vegas, NV, USA        |                           |
| Förlust  | 11–2  | Ciryl Gane        | Domslut (enhälligt)       | UFC Fight Night: Rozenstruik vs. Gane            | 27 februari 2021 | 5    | 5:00 | Las Vegas, NV, USA        |                           |
| Vinst    | 12–2  | Augusto Sakai     | TKO (slag)                | UFC Fight Night: Rozenstruik vs. Sakai           | 5 juni 2021      | 1    | 4:59 | Las Vegas, NV, USA        | Performance of the Night. |